# Maximilian von Bevern
Maximilian Freiherr von Bevern (* im 17. Jahrhundert; † im 17. Jahrhundert) war Domherr in Münster.

## Leben

### Herkunft und Familie
Maximilian von Bevern entstammte dem westfälischen Adelsgeschlecht von Bevern, das aus dem Ministerialadel kam und seinen Stammsitz im münsterländischen Ostbevern und Westbevern hatte. Die Westbeverner Linie starb im 14. Jahrhundert im Mannesstamme aus, während sich der Ostbeverner Zweig fortsetzte und noch im 17. Jahrhundert zu den bedeutendsten Adelsfamilien Westfalens gehörte. Er war der Sohn des Freiherrn Johann Gottfried von Bevern zu Devesburg und Lette (1629–1665, kurkölnischer Kämmerer und hochfürstlich-münsterischer Regierungsrat) und dessen Gemahlin Maria Katharina Odilia de Wendt zu Holtfeld. Sein Bruder Sigismund war mit Anna Wilhelmina von und zu Landsberg verheiratet und Hofmarschall, kurpfälzischer Kämmerer und Amtmann von Bergheim und Landsberg. Ernst, sein anderer Bruder, war Domherr in Münster.

### Wirken
Maximilian legte am 10. März 1685 eine päpstliche Zusage auf die Dompräbende des Grafen Ferdinand Maximilian von Ostfriesland, der verzichtet hatte, vor. Am 2. April nahm er die Pfründe in Besitz und wurde auf die Geschlechter Bevern, Wendt und von dem Berge aufgeschworen. Maximilian absolvierte ein Studium in Paris und legte im Jahr 1689 das Studienzeugnis der Universität Paris vor. Im Jahre 1694 verzichtete Maximilian zugunsten seines Bruders Ernst. Papst Innozenz XII. nahm am 11. August 1694 diesen Verzicht an.